# Schilter (Unternehmen)

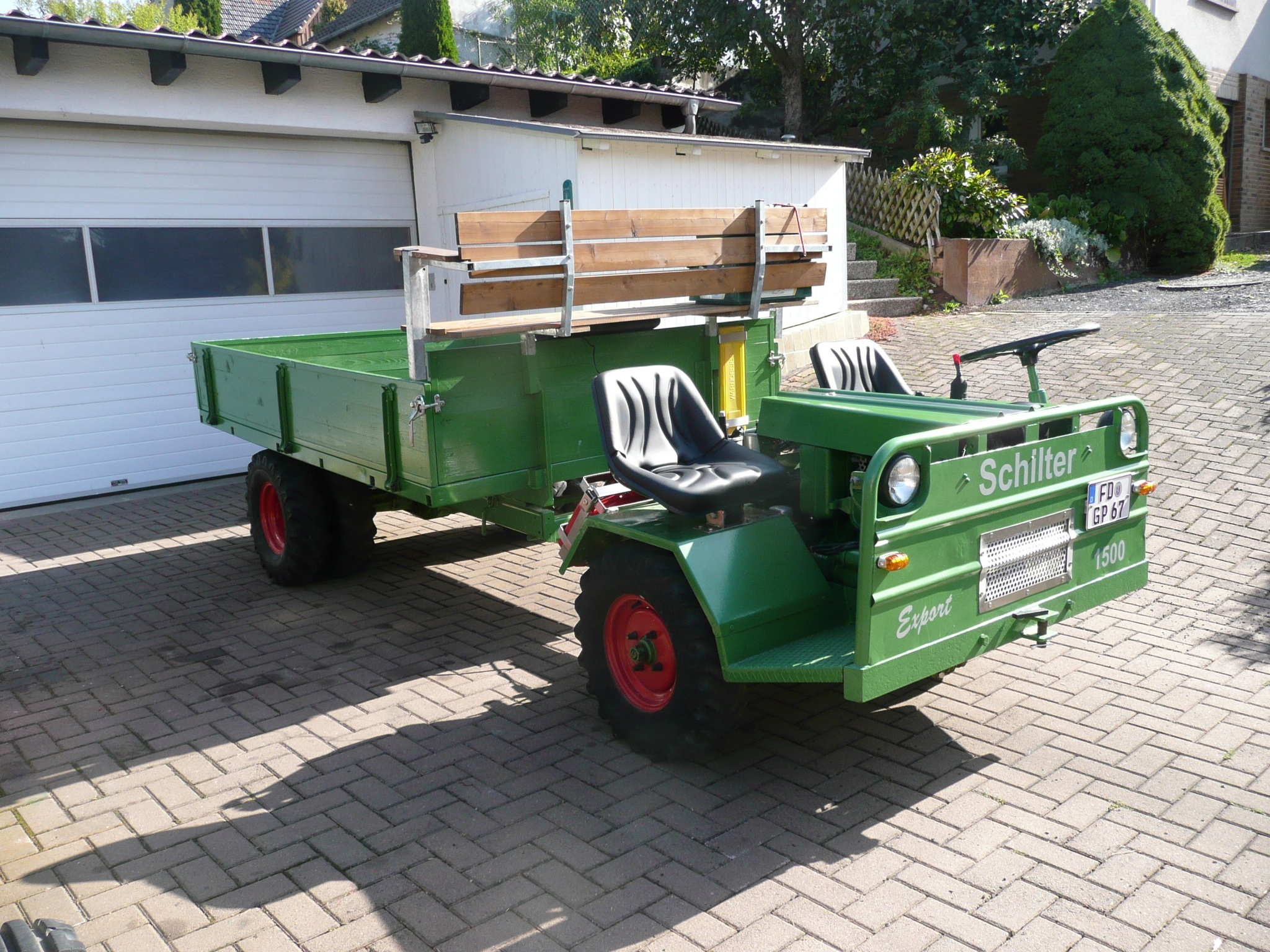
Schilter Transporter Export 1500, Baujahr 1967

Schilter war ein Schweizer Hersteller von Fahrzeugen für die Berglandwirtschaft. Die Fahrzeugschmiede in Stans gilt als Pionier im Bereich der mechanisierten Berglandwirtschaft und produzierte zu besten Zeiten über tausend Fahrzeuge pro Jahr.

## Geschichte
Thomas Schilter gründete 1952 mit seinem Bruder Josef und seinem Vater Alois einen kleinen Maschinenbaubetrieb in der Schmiedgasse in Stans. 1958 stellten sie das erste landwirtschaftliche Transportfahrzeug vor. Es war ein simpel aufgebauter Pritschenwagen mit 9-PS-Ottomotor (6,6 kW), der anspruchslos im Unterhalt und einfach zu reparieren war.  Schilter strebte an, die verbreiteten Einachsmotormäher mit Triebachsanhänger abzulösen.

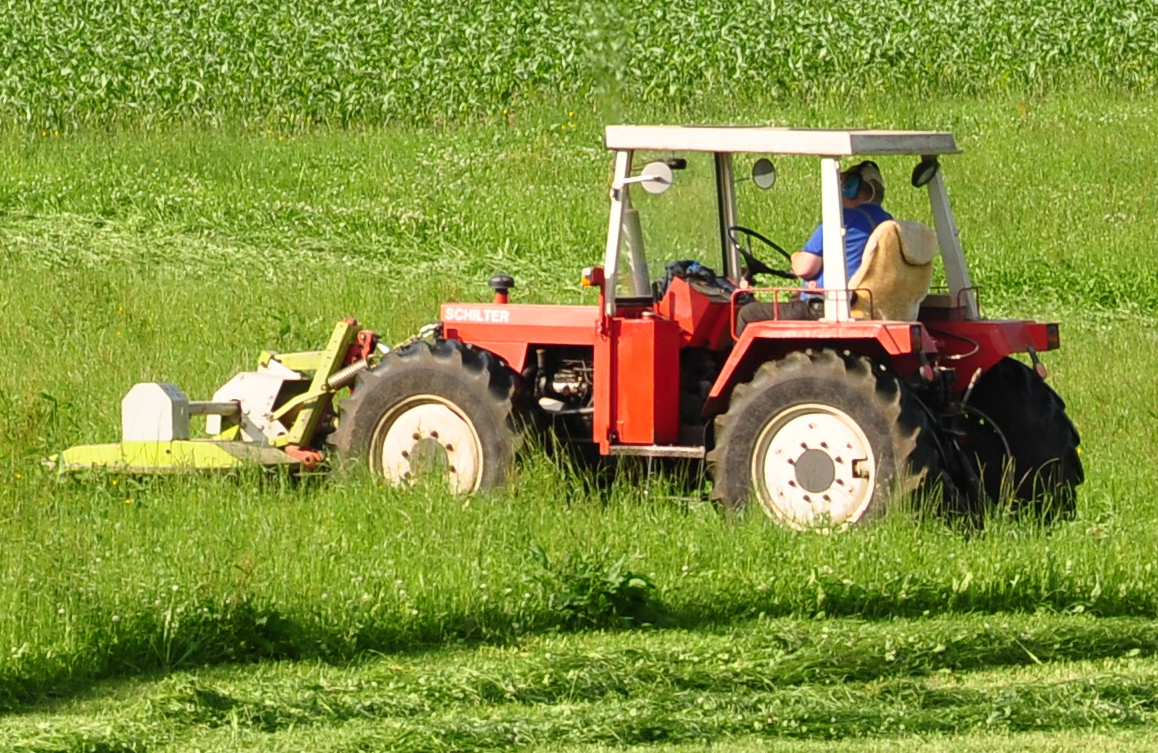
Schilter-Traktor mit Frontmähwerk

In den 1960er Jahren entstanden immer neue Modelle für den landwirtschaftlichen sowie kommunalen und Forsteinsatz. Produziert wurde mit bis zu 270 Mitarbeitern in einer neu gebauten Montagehalle an der Stansstaderstrasse. Es entstanden 1000 Fahrzeuge pro Jahr, die bis nach Skandinavien exportiert wurden. Grosses Aufsehen erreichte Schilter bei der DLG-Messe 1972 mit der Präsentation ihres neuartigen Traktoren-Konzepts mit Allradantrieb. Der Schilter Universal Traktor wurde gleichzeitig mit dem MB-trac und Deutz INTRAC präsentiert.
Allerdings wirkten sich das rasche Wachstum des Herstellers und zu schnelles Einführen seiner Produkte in die Serie mindernd auf die Qualität aus, sodass Garantieansprüche das Unternehmen in Bedrängnis brachten. Wie auch andere Fahrzeughersteller erlebte Schilter in den 1970er Jahren die Umstrukturierung in der Landwirtschaft und den darauf folgenden Markteinbruch. Nach der Geschäftsübernahme durch die Nidwaldner Kantonalbank 1975 schied der Unternehmensgründer aus. Die Bank verkaufte das Unternehmen wenig später mit Verlust weiter. 1978 musste der Nidwaldner Landrat 18 Millionen Franken zur Sanierung der Bank sprechen, denn diese hatte Schilter und zwei andere Unternehmen zu grosszügig mit Geld versorgt.
Hohe Produktionskosten und betriebliche Fehler führten 1976 zur Insolvenz des Unternehmens, gleichzeitig trat Thomas Schilter aus dem Unternehmen aus. Die Maschinenfabrik Grapha erwarb das Unternehmen, stellte aber 1980 die Produktion der Fahrzeuge am Standort Stans ein.
Die Nencki AG produzierte einige Typen in Langenthal weiter, ebenso baute die Thomas Schilter AG das Thomas Schilter Wiesel wie auch den Transporter 3500. Auch dieses Unternehmen ging 1989 in Konkurs.
Im Jahr 1993 erfolgte die Gründung der Schiltrac Fahrzeugbau GmbH, die die ein paar Jahre vorher gegründete Schilter Fahrzeugbau AG übernahm und die Weiterentwicklung und Produktion der Transporter unter dem Markennamen Schiltrac weiterführt.